# Couvert environnemental permanent
En France dans les domaines de l'aménagement du territoire ou du droit de l'environnement, la notion de « Couvert environnemental permanent » désigne un couvert végétal ayant comme fonction principale la protection des sols contre l'érosion, la protection (zone-tampon) des cours d'eau, des nappes aquifères ou des zones humides vulnérables (protection contre la turbidité de l'eau, contre la pollution et l'eutrophisation par apports de pesticides, nitrates ou phosphates, etc).
Certaines de ces zones peuvent faire partie de surfaces d'intérêt écologique susceptibles de répondre aux critères d'écoéligibilité de la nouvelle Politique agricole commune (à partir de 2014).

## Intérêt agroécologique et agropaysager
Le Grenelle de l'environnement, et le projet de Trame verte et bleue nationale qui en découlent ajoutent une dimension fonctionnelle supplémentaire de « corridor biologique » ou de « zone-tampon » (au sens ou l'entend l'écologie du paysage) à ces couverts, dans le cadre de la trame bleue. 

## Éléments de définition
Il ne s'agit pas d'une culture, ni de prairies exploitées, mais d'un couvert pérenne composé d'herbacées ou de ligneux ou d'un mélange des deux (là où cela est autorisé). 

Ce couvert doit s'étendre sur une largeur d’au moins 5 mètres de large. 

Il a été proposé en 2008, que pour préserver et permettre ses fonctions environnementales « tout apport de fertilisant et de pesticide » y soit interdit, «  de même que l’entreposage de tout produits, matériels, ou déchets ».
La définition des types de « couverts » pouvant ouvrir droit à des subventions (ou indemnisations) agricoles, dans le cadre de la PAC notamment, varie selon les régions et le contexte (ex : aides plus importantes en zone Natura 2000). Le COMOP TVB a proposé en 2008 que  « Les obligations résultant du présent article n’ouvrent droit à indemnité que si elles font peser sur l’exploitation agricole une charge spéciale et exorbitante et ne sont pas liées à l’octroi d’aides publiques »  et que « L’implantation d’obstacles permanents ou temporaires au libre passage des espèces animales sauvages à l’exception du grand gibier » y soit interdite. 

## Dans le cadre de la nouvelle PAC
Dans le cadre de l'écoéligibilité de la nouvelle Politique agricole commune (PAC), les bandes enherbées et quelques autres éléments paysagers semi-naturels d'intérêt agroécologique et écologique sont éligibles au dispositif des « surfaces équivalentes topographiques ».